# Артуро Кодду
Артуро Армандо Кодду Гердц (ісп. Arturo Armando Coddou Geerdts, 14 січня 1905, Пенко, Чилі — 1955) — чилійський футболіст, що грав на позиції півзахисника за клуб «Фернандес Віаль».

## Клубна кар'єра
Виступав за «Фернандес Віаль» з міста Консепсьйон. 
Помер в 1955 року на 50-му році життя.

## Виступи за збірну
У складі збірної був заявлений на чемпіонату світу 1930 року в Уругваї, але участі в матчах не брав.